# Margery Claire Carlson
Margery Claire Johnson Carlson  (Arthur, 21 de noviembre de 1892 - Evanston, 5 de julio de 1985) fue una botánica, conservadora, exploradora, y profesora estadounidense. Se especializó en la familia Scrophulariaceae, con énfasis en el género Russelia.
Botánica reconocida mundialmente por la defensa de la conservación ambiental. Vivió en Evanston desde 1930 hasta su muerte en 1985. Enseñó botánica en la Universidad de Northwestern y fue investigadora asociada en el Museo Field, ayudando a construir su colección de plantas a través de sus viajes por el mundo. Más tarde participó en el Illinois Nature Conservancy, ayudando a preservar Volo Bog, State Beach del Estado de Illinois y Matthiessen State Park. Fue activa en Evanston lo largo de su vida, promoviendo los Jardines de la Victoria durante la Segunda Guerra Mundial y ayudando a crear el Centro Lighthouse Nature (hoy el invernadero Carlson se nombra por ella).

## Carrera
Carlson, Ph.D. fue una botánica y profesora comprometida con la preservación y conservación de la naturaleza local. Nacida en Arthur, Illinois en 1892, Carlson se trasladó a Evanston en 1912 para comenzar sus estudios en la Universidad de Northwestern. Carlson completó su Licenciatura en Ciencias en Biología de Northwestern en 1916 y posteriormente obtuvo una maestría y un doctorado por la Universidad de Wisconsin, en 1920 y 1925, respectivamente. Carlson llevó a cabo una serie de estudios de posdoctorado, entre 1925 a 1928, tras lo cual regresó a Northwestern como instructora en el Departamento de botánica de la Universidad. En ese momento, era una de los cinco miembros femeninos de la facultad en la universidad. En 1930, Carlson fue ascendida a profesora asistente de biología. Retuvo el título por más de 20 años hasta que fue ascendida a profesora asociada en 1954; y, profesora emérita asociada hasta su retiro en 1958. Durante su carrera docente, con frecuencia viajó a México y América Central para recoger especímenes de plantas raras a la Universidad de Northwestern y el Museo Field de Historia Natural, donde trabajó como asociada y más tarde, como investigadora asociada. Las muestras se recogieron con una parte significativa de los fondos del Museo de Campo de Centroamérica. En Evanston, participó estrechamente en las actividades en Lighthouse Park, la restauración y el cuidado del sendero natural como presidenta del club del jardín del Comité Wildflower Evanston. También estuvo implicada con el esfuerzo de guerra, entre 1941 a 1948, sirviendo como presidenta del Comité de Jardín de la Victoria Evanston. El Jardín animó a los ciudadanos a cultivar sus propios alimentos durante el período de guerra y proporcionando parcelas a más de 2.500 familias en Evanston, mientras Carlson era catedrática. Carlson muere en Evanston en 1985 a la edad de 92.

## Algunas publicaciones
- margery claire Carlson. 1957. Monograph of the Genus Russelia (Scrophulariaceae). Fieldiana: Botany 29 (1-10): 1 - 62. Publicó Chicago Natural History Museum.
- ----------------. 1929. Gametogenesis and fertilization in Achlya racemosa. Publicó University of Wisconsin--Madison, 117 p.
- ----------------. 1920. Morphological and cytological studies of Saprolegnia sp. 52 p. Publicó University of Wisconsin--Madison. Reimpreso de BiblioLife, 2013, 42 p. ISBN 1294175386, ISBN 9781294175384

## Premios y reconocimientos
Recibió numerosos premios y honores durante su vida por su dedicación a la conservación local y la preservación y sus logros en el campo de la botánica.
- medalla Luquer Eloise Payne.
- premio Sarah Gildersleeve Fife Memorial del club de Jardines de América en 1952 y 1954, respectivamente.

## Eponimia
- Big Bend Preserve en el Condado de LaSalle, Illinois pasó a llamarse Margery C. Carlson Nature Preserve.

Especies de fanerógamas
- (Campanulaceae) Cyanea carlsonii Rock & Rock[7]
- (Campanulaceae) Delissea carlsonii (Rock) H.St.John[8]